# بمباران گرنیکا
بمباران گرنیکا به واقعه بمباران هوایی شهرک گرنیکا در ۲۶ آوریل ۱۹۳۷ اشاره دارد. گرنیکا، شهری در استان بیسکای در منطقه خودمختار باسک اسپانیا است که در طول جنگ داخلی اسپانیا به عنوان مرکز ارتباطی پشت خط مقدم جبهه توسط مبارزان مخالف فرانکو استفاده می‌شد.
در تاریخ مذکور لژیون کندور متعلق به نیروی هوایی آلمان نازی و لژیون نیروی هوایی ایتالیای فاشیست که متحدان دولت ملی اسپانیا بودند با هماهنگی و دستور دولت مذکور به فرماندهی ژنرال فرانکو، گرنیکا را بمباران کردند. رمز این عملیات روگن نام داشت.
این واقعه الهام‌بخش نقاشی معروفی به نام گرنیکا از پابلو پیکاسو است.